# Лебедев, Сергей Максимович
Сергей Максимович Лебедев (17 декабря 1902 — 07.01.1961) — ветеран Великой Отечественной войны, старший мастер мартеновского цеха Кировского завода, город Ленинград. Герой Социалистического Труда (05.10.1966).

## Биография
Родился 17 декабря 1902 года в деревне Баландино ныне Новосокольнического района Псковской области в крестьянской семье.
Рано лишился отца, и восьмилетнего мальчика отдали в пастухи, поэтому детство было нелегким. Помогал матери содержать семью: летом пас деревенское стадо, а зимой учился в Вязовской школе.
После окончания начальной школы его вызвал в город Санкт-Петербург (в 1914—1924 годах — Петроград, в 1924—1991 годах — Ленинград) брат, работавший на гвоздильном заводе. В 1912 году поступил рассыльным на этот завод, а когда началась Первая мировая война и брата призвали в армию, вернулся в деревню. Там застала его весть о победе Великой Октябрьской социалистической революции.
В декабре 1917 года снова уехал в Петроград и поступил чернорабочим на Путиловский (с декабря 1934 года — Кировский) завод. В 1923 году он впервые встал к мартеновским печам и до конца жизни остался верен профессии сталевара. Творческий поиск, упорство в достижении высокого качества скоростных плавок — вот рабочий почерк С. М. Лебедева. Внес десятки рационализаторских предложений, которые дали большой экономический эффект. В 1930 году, выполняя обязанности сменного мастера, вступил в ВКП(б)/КПСС.
В годы Великой Отечественной войны делал все возможное для фронта, для победы. Под бомбежками и обстрелами плавил сталь для снарядов, тушил «зажигалки», дежурил в МПВО на крышах цехов, в рабочем отряде учился владеть винтовкой, штыком, гранатой, работал на оборонительных сооружениях. В августе 1942 года с группой сталеваров был направлен в город Нижний Тагил Свердловской области, а в 1944 году вернулся в Ленинград на должность старшего мастера мартеновского цеха Новосокольнический района.
В послевоенные годы много сил и энергии отдал восстановлению родного завода, подготовке молодых сталеваров, многие из которых стали асами своего дела.
Указом Президиума Верховного Совета СССР от 19 июля 1958 года за выдающиеся успехи, достигнутые в деле развития чёрной металлургии, Лебедеву Сергею Максимовичу присвоено звание Героя Социалистического Труда с вручением ордена Ленина и золотой медали «Серп и Молот».
Жил в Ленинграде (ныне — Санкт-Петербург). Умер 7 января 1961 года. Похоронен в Ленинград на Красненьком кладбище.

## Награды
- Золотая медаль «Серп и Молот» (19.07.1958)
- Орден Ленина (19.07.1958)
- Медаль «За оборону Ленинграда»
- Медаль «За трудовую доблесть»
- Медаль «За победу над Германией в Великой Отечественной войне 1941—1945 гг.» (9 мая 1945)

## Память
- На могиле на Красненьком кладбище установлен надгробный памятник.